# Emilijan
Marcus Aemilius Aemilianus (* 207. ili 213. u Djerba; † 253.) od 253. Rimski car.

### Ostali projekti
|  | Zajednički poslužitelj ima stranicu o temi Emilijan |